# Tribbù
Tribbù è una trasmissione televisiva comica di cabaret nata nel 2007 in onda su Rai 2. È condotta da Alessandro Siani e Serena Garitta. Oltre all'esibizione dei cabarettisti il programma si basa su una fantastica storia d'amore tra i due conduttori e sulle reazioni di entrambe le famiglie.